# Mietek Folk
Mietek Folk – zespół muzyczny z Bartoszyc grający folk i szanty. Początkowo miał być kabaretem, ale piosenki o życiu piratów na stałe związały zespół ze sceną szantową i żeglarską. Część zespołu tworzyła rockową kapelę Kuśka Brothers.

## Skład zespołu
- Waldemar "Kaczor" Krasowski - gitara, śpiew
- Piotr "Szyman" Szymański - gitara solowa
- Piotr "Koval" Kowalewicz - śpiew
- Paweł "Welon" Grzywacz - perkusja, śpiew
- Adam Stelmach - gitara basowa, śpiew

### Dyskografia
- Mietek Folk Underground - nagrywany w radiu studenckim, data nieznana.
- Jolly Roger, czyli życie i śmierć pod piracką banderą - nagrywany w studiu Polskiego Radia w Olsztynie, od 17 do 20 marca 1992 r. Piosenki z tego albumu zostały napisane podczas pięciu pierwszych lat istnienia zespołu Mietek Folk.
- Ucieczka z Nassau - grudzień 1995 r. i marzec 1996 r. Nagrany w Radiu Olsztyn
- Spisek Collinsa - nagrany w studiu "SELANI" w 1999 r.
- Live in Czerwieńsk - nagrania z koncertu w Czerwieńsku
- Mietek U Rudego - nagrania z olsztynśkiej "Tawerny u Rudego" - dwupłytówka koncertowa
- Jeszcze zatańczymy...  - wiosna 2019 r.

### Największe przeboje
Chłopcy z Botany Bay, Jolly Roger, Nassau, Mr. Campbell, Spisek Collinsa, Czarnobrody kapitan